# Championnat d'Italie de rugby à XV 1962-1963
Navigation
Serie A 1961-1962 Serie A 1963-1964
Le Championnat d'Italie de rugby à XV 1962-1963 oppose les douze meilleures équipes italiennes de rugby à XV. Le championnat débute en 1962 et se termine en 1963. Le tournoi se déroule sous la forme d'un championnat unique en matchs aller-retour.
Le Rugby Rovigo s'impose pour la 6e fois et la 2e fois consécutive.

## Équipes participantes
Les douze équipes sont les suivantes :
| - Amatori Milan - L'Aquila - CUS Roma - Fiamme Oro - S.S. Lazio - Livorno | - Diavoli Milano - Parme - Partenope Napoli - Petrarca - Rugby Rovigo - Ignis Trévise |

## Classement
| Rang | Club                | J  | V  | N | D  | Pm  | Pe  | Diff | Pts |
| ---- | ------------------- | -- | -- | - | -- | --- | --- | ---- | --- |
| 1    | Rugby Rovigo (T)    | 22 | 18 | 0 | 4  | 228 | 72  | +156 | 36  |
| 2    | Fiamme Oro Padova   | 22 | 16 | 1 | 5  | 159 | 92  | +67  | 33  |
| 3    | Partenope           | 22 | 14 | 3 | 5  | 173 | 113 | +60  | 31  |
| 4    | Petrarca Padoue     | 22 | 13 | 3 | 6  | 185 | 134 | +51  | 29  |
| 5    | CUS Roma            | 22 | 9  | 3 | 10 | 147 | 121 | +26  | 21  |
| 6    | Diavoli Milano      | 22 | 9  | 2 | 11 | 160 | 139 | +21  | 20  |
| 7    | L'Aquila Rugby      | 22 | 8  | 4 | 10 | 109 | 114 | -5   | 16  |
| 8    | Rugby Parma         | 22 | 7  | 5 | 10 | 170 | 219 | -49  | 19  |
| 9    | Amatori Rugby Milan | 22 | 7  | 2 | 13 | 139 | 128 | +11  | 16  |
| 10   | Ignis Trévise       | 22 | 7  | 2 | 13 | 128 | 221 | -93  | 16  |
| 11   | Livorno             | 22 | 5  | 2 | 15 | 104 | 170 | -66  | 12  |
| 12   | SS Lazio            | 22 | 3  | 5 | 14 | 52  | 231 | -179 | 11  |

|  | Vainqueur (no 1)         |
|  | Relégués (no 11, no 12)  |
|  | T : tenant du titre 1962 |

Attribution des points :  victoire : 2, match nul : 1, défaite : 0.

## Vainqueur
| Entraîneur | Entraîneur             | Giordano Campice                |
| Avants     | Pilier                 | F. Navarrini, Lu. Equisetto     |
| Avants     | Talonneur              | Veronese, Casellato, R. Sartori |
| Avants     | Deuxième ligne         |                                 |
| Avants     | Troisième ligne aile   |                                 |
| Avants     | Troisième ligne centre |                                 |
| Arrières   | Demi de mêlée          | Comisso                         |
| Arrières   | Demi d'ouverture       | F. Olivieri                     |
| Arrières   | Centre                 | Nicoli, Vanzan                  |
| Arrières   | Ailier                 | Merlin, Giu. Zuin, Vecchi       |
| Arrières   | Arrière                |                                 |